# Eudocia (regina dei Vandali)
Eudocia (439 – Gerusalemme, 471 o 472) era la figlia maggiore dell'imperatore romano Valentiniano III, imperatore romano d'Occidente, e di sua moglie Licinia Eudossia.
Eudocia ricevette il nome di sua nonna materna, l'augusta e poetessa Elia Eudocia, moglie dell'imperatore Teodosio II; i suoi nonni paterni furono l'imperatore d'Occidente Costanzo III e sua moglie Galla Placidia.
A metà degli anni 440 venne promessa in sposa a Unerico, figlio del re dei Vandali Genserico, che all'epoca era tenuto in ostaggio in Italia: il loro fidanzamento aveva lo scopo di rafforzare l'alleanza tra la corte imperiale occidentale e il Regno dei Vandali in Africa. A causa della giovane età di Eudocia il loro matrimonio non venne celebrato subito.
L'imperatore Valentiniano venne assassinato nel 455 e il suo successore, Petronio Massimo, obbligò Licinia a sposarlo, facendo poi sposare Eudocia con suo figlio, Palladio. La risposta dei Vandali, forse dietro istigazione di Licinia, fu l'invasione dell'Italia e il sacco di Roma (455), in cui Petronio fu ucciso e Licinia, Eudocia e sua sorella Placidia vennero catturate. In seguito Licinia e Placidia vennero mandate a Costantinopoli, mentre Eudocia rimase in Africa, dove, intorno al 460, sposò Unerico.
Eudocia diede alla luce Ilderico, re dei Vandali dal 523 al 530, ma dopo poco entrò in contrasto col marito per motivi religiosi: Eudocia era infatti Cattolica, mentre Unerico, come tutti i Vandali, era ariano. Per questo motivo Eudocia si recò a Gerusalemme, dove morì, venendo sepolta vicino alla nonna, Elia Eudocia.

## Albero genealogico
|                                          |                               |                               | Genitori                          |  |  | Nonni |  |  | Bisnonni |  |  | Trisnonni |  |
|                                          |                               |                               |                                   |  |  |       |  |  | …        |  |  | …         |  |
|                                          |                               |                               |                                   |  |  |       |  |  | …        |  |  | …         |  |
|                                          |                               | …                             |                                   |  |  |       |  |  | …        |  |  |           |  |
| Costanzo III, imperatore romano          |                               |                               |                                   |  |  |       |  |  | …        |  |  |           |  |
|                                          |                               | …                             | …                                 |  |  |       |  |  |          |  |  |           |  |
|                                          |                               | …                             | …                                 |  |  |       |  |  |          |  |  |           |  |
|                                          |                               | …                             | …                                 |  |  |       |  |  |          |  |  |           |  |
| Valentiniano III, imperatore d'Occidente |                               | …                             |                                   |  |  |       |  |  |          |  |  |           |  |
|                                          |                               | Teodosio I, imperatore romano | Conte Flavio Teodosio             |  |  |       |  |  |          |  |  |           |  |
|                                          |                               | Teodosio I, imperatore romano | Conte Flavio Teodosio             |  |  |       |  |  |          |  |  |           |  |
|                                          |                               | Teodosio I, imperatore romano | Termanzia                         |  |  |       |  |  |          |  |  |           |  |
| Galla Placidia                           |                               | Teodosio I, imperatore romano |                                   |  |  |       |  |  |          |  |  |           |  |
|                                          |                               | Galla                         | Valentiniano I, imperatore romano |  |  |       |  |  |          |  |  |           |  |
|                                          |                               | Galla                         | Valentiniano I, imperatore romano |  |  |       |  |  |          |  |  |           |  |
|                                          |                               | Galla                         | Giustina                          |  |  |       |  |  |          |  |  |           |  |
| Eudocia                                  |                               | Galla                         |                                   |  |  |       |  |  |          |  |  |           |  |
|                                          | Arcadio, imperatore d'Oriente | Teodosio I, imperatore romano |                                   |  |  |       |  |  |          |  |  |           |  |
|                                          | Arcadio, imperatore d'Oriente | Teodosio I, imperatore romano |                                   |  |  |       |  |  |          |  |  |           |  |
|                                          | Arcadio, imperatore d'Oriente | Elia Flaccilla                |                                   |  |  |       |  |  |          |  |  |           |  |
| Teodosio II, imperatore d'Oriente        | Arcadio, imperatore d'Oriente |                               |                                   |  |  |       |  |  |          |  |  |           |  |
|                                          |                               | Elia Eudossia                 | Flavio Bautone                    |  |  |       |  |  |          |  |  |           |  |
|                                          |                               | Elia Eudossia                 | Flavio Bautone                    |  |  |       |  |  |          |  |  |           |  |
|                                          |                               | Elia Eudossia                 | …                                 |  |  |       |  |  |          |  |  |           |  |
| Licinia Eudossia                         |                               | Elia Eudossia                 |                                   |  |  |       |  |  |          |  |  |           |  |
|                                          |                               | Leonzio                       | …                                 |  |  |       |  |  |          |  |  |           |  |
|                                          |                               | Leonzio                       | …                                 |  |  |       |  |  |          |  |  |           |  |
|                                          |                               | Leonzio                       | …                                 |  |  |       |  |  |          |  |  |           |  |
| Elia Eudocia                             |                               | Leonzio                       |                                   |  |  |       |  |  |          |  |  |           |  |
|                                          |                               | …                             | …                                 |  |  |       |  |  |          |  |  |           |  |
|                                          |                               | …                             | …                                 |  |  |       |  |  |          |  |  |           |  |
|                                          |                               | …                             | …                                 |  |  |       |  |  |          |  |  |           |  |
|                                          |                               | …                             |                                   |  |  |       |  |  |          |  |  |           |  |